# Riociguat
Le riociguat est une molécule activatrice de la guanylate cyclase soluble et testée notamment dans l'hypertension artérielle pulmonaire.

## Mode d'action
Il stimule la guanylate cyclase soit directement, soit par augmentation de la sensibilité au monoxyde d'azote (NO). Cela entraîne une vasodilatation avec une baisse de la pression systolique de l'artère pulmonaire et une amélioration de la fonction du cœur droit.

## Évaluation
Dans l'hypertension artérielle pulmonaire, (et en particulier dans l'hypertension artérielle pulmonaire post embolique), il améliore les symptômes, la tolérance à l'exercice ainsi que les paramètres hémodynamiques.

## Effets indésirables
Les données de tolérance du résumé des caractéristiques du produit proviennent des études de phase III menées.
- Très fréquents (≥ 10 %) : sensations vertigineuses, céphalées, dyspepsies, diarrhées, nausées, vomissements, œdèmes périphériques ;
- Fréquents (≥ 1 %, < 10 %) : gastro-entérite infectieuse, anémie, palpitations, hypotension, hémoptysie, épistaxis, congestion nasale, gastrite, reflux gastro-œsophagien, dysphagie, douleurs gastro-intestinales et abdominales, constipation, distension abdominale ;
- Peu fréquent : (≥ 1/1 000, < 1 %) : hémorragie pulmonaire.

## Législation
Ce médicament est commercialisé sous le nom d'ADEMPAS depuis le 27 mars 2014. Il est présenté sous forme de comprimés dosés à 0,5 mg, 1 mg, 1,5 mg, 2 mg, 2,5 mg. L'autorisation de mise sur le marché a été délivrée au laboratoire Bayer par l'agence européenne du médicament (procédure centralisée). En France sa prescription est réservée aux services hospitaliers de cardiologie, de médecine interne et de pneumologie. Il n'est pas disponible en pharmacie de ville. Les pharmacies hospitalières sont autorisées à le délivrer au public. Pour le dosage à 1 mg le prix de vente au public par les pharmacies hospitalières est fixé à 28,33 € hors-taxes. Le taux de remboursement par l'assurance-maladie est fixé à 30 %.

## Molécule voisine
Une molécule très voisine est en cours de développement aux États-Unis d'Amérique : le vericiguat (DCI)  . Les deux molécules diffèrent par un atome de fluor supplémentaire pour le vericiguat. La demi-vie de ce dernier est plus longue, permettant une prise quotidienne (contre trois fois par jour pour le riociguat)